# Basilius Venantius
Basilius Venantius war ein spätantiker römischer Politiker zu Beginn des 6. Jahrhunderts. 
Basilius Venantius war vermutlich der Sohn des Decius Marius Venantius Basilius, der im Jahr 484 Konsul war. Er gehörte der einflussreichen stadtrömischen Familie der Decier an. Venantius hatte mehrere Söhne, darunter Flavius Decius, Konsul im Jahr 529, und Decius Paulinus, Konsul im Jahr 534.
Im Jahr 508 wurde Venantius Konsul und vor 511 in den Rang eines Patricius erhoben. Anlässlich der Ernennung seines Sohnes Decius Paulinus zum Konsul übermittelte König Athalarich ihm seine Glückwünsche und betonte insbesondere dessen Wohlstand, der die Finanzierung der prunkvollen Feierlichkeiten für die Konsulate seiner Söhne ermöglichte.